# David Malan
David J. Malan je profesor počítačové vědy na Harvard School of Engineering and Applied Sciences.
Jeho výzkum zahrnuje počítačovou bezpečnost, digitální forenzní vědu, botnety, výuku počítačové vědy, vzdálenou výuku, kolaborativní učení a učení za pomoci počítače.
Malan učí Computer Science 50, největší kurz na Harvard college, na edX známý jako CS50x. Také učí na Harvard Extension School a Harvard Summer School.

## Kariéra
Během vysokoškolského studia na Harvardu, Malan pracoval na částečný úvazek pro úřad Middlesex District Attorney jako forenzní vyšetřovatel, po čemž založil dva vlastní startupy. Kromě toho od roku 2003 pracoval jako dobrovolný emergency medical technician (EMT-B) pro MIT-EMS. Dodnes je dobrovolným EMT-B pro americký Červený kříž.
Profesionálně pracoval pro Mindset Media, LLC během let 2008 až 2011 jako Chief Information Officer (CIO), kde byl odpovědný za škálovatelnost reklamní sítě, bezpečnost, a plánování kapacity. Také designoval infrastrukturu kolekce masivních datasetů schopných zvládnout 500 milionů HTTP zásahů za den se špičkou 10 tisíc za sekundu. Mindset Media byla později odkoupena firmou Meebo, Inc.
Je také zakladatel a Chairman Diskasteru, firmy na obnovu dat. Tato poskytovala profesionální obnovu dat z harddisků a paměťových karet ale i forenzní vyšetřování v občanskoprávních vztazích.
Také učil matematiku a informatiku na Franklin High School a Tufts University. Během let 2001 a 2002 pracoval pro AirClic Incorporation jako Engineering Manager.